# 松井俊諭
松井 俊諭（まつい としあき、1929年7月17日 - 2007年12月5日）は、歌舞伎制作者・評論家。本名・敏明。早くから歌舞伎書誌編集、文筆に従事。1966年、国立劇場発足と同時に同劇場勤務、調査養成部長、芸能部長を経て1995年定年退職。歌舞伎に関する文筆を続ける。清栄会理事、都民劇場歌舞伎サークル企画委員。

## 著書
- 歌舞伎家の藝（2002年10月、演劇出版社）ISBN 9784900256767

## 編著
- 芝居せりふ集 依光孝明,松井敏明共編 第一書店 1952
- 鏡山旧錦絵 /容楊黛 加賀見山再岩藤 河竹新七 (2代) 白水社 1996.7 (歌舞伎オン・ステージ
- 黄金期歌舞伎名優アルバム 河竹登志夫監修 二玄社 2006.2
- 戦後歌舞伎の俳優たち 戦後の歌舞伎俳優データベース 昭和20年(1945年) - 平成18年(2006年) 松井監修 奈河彰輔,浅原恒男共編 伝統歌舞伎保存会 2008.5

## 参考
- 著書の紹介文